# Dimitri (personaje)
Dimitri es un personaje ficticio que aparece en el segundo y tercer videojuego de la saga Sly Cooper. En el segundo videojuego forma parte de la banda Klaww, y es un enemigo de Sly Cooper (un ladrón descendiente del linaje de ladrones Cooper); pero en el tercero se une a Cooper para ayudarlo.

## Historia
Dimitri fue un estudiante apasionado en el arte; pero a la gente no le gustaba su estilo, por lo que se enfadó y comenzó a falsificar obras de arte, para burlarse del gusto de las personas que no comprendían su estilo.

### Sly 2: Ladrones de guante blanco
Dimitri es el jefe de la sección de falsificación de la Banda Klaww, una banda de criminales que decidió robar las piezas de Clockwerk (antiguo enemigo de Sly Cooper, que quedó destruido; pero repartido en diferentes piezas) para utilizarlas con fines malvados. Las piezas de Clockwerk que le tocaron a Dimitri fueron las plumas de la cola, que utilizaba para falsificar dinero.
Sly Cooper quería recuperar las piezas, así que fue primero a por las que tenía Dimitri, en París. Aquí Dimitri es vencido por Cooper en su fábrica de falsificación, y es la Inspectora Carmelita Fox (una agente de la Interpol que persigue a Sly Cooper; pero que nuca lo consigue) quien detiene a Dimitri y lo manda a la cárcel.

### Sly 3: Honor entre ladrones
Dimitri está todavía en la cárcel de Venecia, custodiada por la Inspectora Carmelita Fox; pero es liberado por Sly Cooper, ya que éste estaba en la cárcel huyendo de Carmelita; pero Dimitri lo vio y lo chantageó: o lo liberaba o gritaba que estaba allí. Más tarde se encontró con Sly cuando éste iba a participar en una carrera de aviones, y Dimitri trabajaba para el anfitrión del campeonato. Dimitri le dio datos a Sly, a cambio de un futuro favor. Poco tiempo después, Dimitri reclamó su favor: recuperar el cofre del tesoro de su abuelo, que estaba hundido en el mar. En el cofre resultó haber un traje de buceo que le gustó mucho a Dimitri, y se quedó en la banda de Cooper para ayudarles a recuperar el tesoro de la familia Cooper como buceador, ya que el objetivo de Sly en este videojuego era conseguir entrar en la cueva que contenía el tesoro, cueva que estaba protegida por el nuevo propietario de la isla de la cueva, el doctor M. El único problema era que Cooper había perdido su bastón, que era la llave de la entrada a la cueva; pero Dimitri consiguió recuperarlo y la misión salió bien.